# Pattinaggio di velocità ai I Giochi olimpici giovanili invernali
Le gare di pattinaggio di velocità dei I Giochi olimpici giovanili invernali si sono svolte alla Eisschnellaufbahn di Innsbruck, in Austria, dal 14 al 20 gennaio 2012. In programma 8 eventi.

## Calendario
| Ragazzi | 500 m |  | 1500 m |  | 3000 m |  | Partenza in linea | 4 |
| Ragazze | 500 m |  | 1500 m |  | 3000 m |  | Partenza in linea | 4 |
| Totale  | 2     |  | 2      |  | 2      |  | 2                 | 8 |

## Podi

### Ragazzi
| Evento                   | Oro           | Tempo   | Argento                   | Tempo   | Bronzo                      | Tempo   |
| 500 m (dettagli)         | Liu An Cina   | 75"50   | Raman Dubovik Bielorussia | 77"824  | Toshihiro Kakui Giappone    | 77"827  |
| 1500 m (dettagli)        | Yang Fan Cina | 1'54"20 | Liu An Cina               | 2'00"28 | Seitarō Ichinohe Giappone   | 2'00"30 |
| 3000 m (dettagli)        | Yang Fan Cina | 4'03"22 | Seitarō Ichinohe Giappone | 4'10"00 | Noh Hyeok-Jun Corea del Sud | 4'14"41 |
| Gara in linea (dettagli) | Yang Fan Cina | 7'10"23 | Seitarō Ichinohe Giappone | 7'11"45 | Vasilij Puduškin Russia     | 7'12"83 |

### Ragazze
| Evento                   | Oro                            | Tempo   | Argento                        | Tempo   | Bronzo                        | Tempo   |
| 500 m (dettagli)         | Jang Mi Corea del Sud          | 81"68   | Shi Xiaoxuan Cina              | 84"32   | Martine Lilloy Bruun Norvegia | 87"51   |
| 1500 m (dettagli)        | Jang Mi Corea del Sud          | 2'08"17 | Sanneke De Neeling Paesi Bassi | 2'09"54 | Sumire Kikuchi Giappone       | 2'11"33 |
| 3000 m (dettagli)        | Sanneke De Neeling Paesi Bassi | 4'37"33 | Rio Harada Giappone            | 4'41"85 | Jang Su-Ji Corea del Sud      | 4'42"72 |
| Gara in linea (dettagli) | Sanneke De Neeling Paesi Bassi | 6'01"06 | Jang Su-Ji Corea del Sud       | 6'01"13 | Sumire Kikuchi Giappone       | 6'01"24 |

## Medagliere
| Posizione | Paese         | Oro | Argento | Bronzo | Totale |
| --------- | ------------- | --- | ------- | ------ | ------ |
| 1         | Cina          | 4   | 2       | 0      | 6      |
| 2         | Corea del Sud | 2   | 1       | 2      | 5      |
| 3         | Paesi Bassi   | 2   | 1       | 0      | 3      |
| 4         | Giappone      | 0   | 3       | 4      | 7      |
| 5         | Bielorussia   | 0   | 1       | 0      | 1      |
| 6         | Norvegia      | 0   | 0       | 1      | 1      |
| 6         | Russia        | 0   | 0       | 1      | 1      |
| Totale    | Totale        | 8   | 8       | 8      | 24     |